# アヌーク・エーメ
アヌーク・エーメ （アヌーク・エメ、アヌーク・エメー：Anouk Aimée 発音例, 本名: Françoise Sorya Dreyfus, 1932年4月27日 - 2024年6月18日） は、フランス出身の女優。
70年以上のキャリアを誇る、欧州を代表する女優の一人。欧米各国で各賞を獲得するなど国際的にも高く支持され、「映画史上最もセクシーな女優の一人」とも評された。晩年期まで各地で名誉賞を受賞した。

## 来歴
1932年4月27日、パリで生まれた。両親はともにユダヤ系の舞台俳優（コメディ俳優）。パリ9区のミルトン通り小学校に通っていたが、ユダヤ人迫害が激しくなってきたので、両親により送られたアキテーヌ地方のコニャック近郊バルブジュー＝サン＝ティレールで育った。ナチス・ドイツによるフランス占領期には、黄色の星を胸に身に付けるのを避ける為、母親の姓"デュラン"を名乗った。モルジヌの寄宿学校 (パンショナ, Pensionnat) に入り、この頃ロジェ・ヴァディムとも知り合った。
1947年、14歳の時にパリでその美貌からスカウトされ、アンリ・カレフ監督の『密会 (La Maison sous la mer) 』(1947年) に出演し、女優としてデビューした。その際、この作品の役名"アヌーク"を彼女が芸名に用いた。続いて、お蔵入りし未発表作品となったデビュー2作目 『La Fleur de l'âge 』(1947年) において、1作目から脚本で関わっていた詩人ジャック・プレヴェールが、芸名に"エーメ"を付け加えることを提案した。高校課程にあたるリセ課程はイギリスで学び、さらに演劇学校に通った。
1958年の『モンパルナスの灯』ではアメデオ・モディリアーニの妻ジャンヌ・エビュテルヌを演じ、その美貌で世界的な人気を博した。その後、フェデリコ・フェリーニ監督の『甘い生活』（1960年）や『8 1/2』（1963年）やジャック・ドゥミ監督の『ローラ』（1961年）などに出演した。
1966年、クロード・ルルーシュ監督の『男と女』でヒロインを演じ、ゴールデングローブ賞「主演女優賞」と英国アカデミー賞「外国女優賞」を受賞し、「アカデミー主演女優賞」にもノミネートされた。
1980年には『Salto nel vuoto』でカンヌ国際映画祭「女優賞」を受賞した。
晩年期に入ると、2002年 セザール賞「名誉賞」、2003年 ベルリン国際映画祭「金熊名誉賞」などの各名誉賞を受賞している。
2024年6月18日朝、パリの自宅で死去。92歳没。

### 私生活
1949年にエドゥアール・ツィンマーマン（Edouard Zimmermann）と結婚したが、翌1950年に離婚。1951年にギリシャの映画監督ニコ・パパタキスと結婚して一子を授かったが、1955年に離婚。
その後、『男と女』で共演したフランスの音楽家・俳優のピエール・バルーと1966年に結婚したが、3年後の1969年に離婚。翌1970年にイギリスの俳優アルバート・フィニー（1974年の映画『オリエント急行殺人事件』の主役エルキュール・ポワロ役）と結婚したが、1978年に離婚した。

## ギャラリー

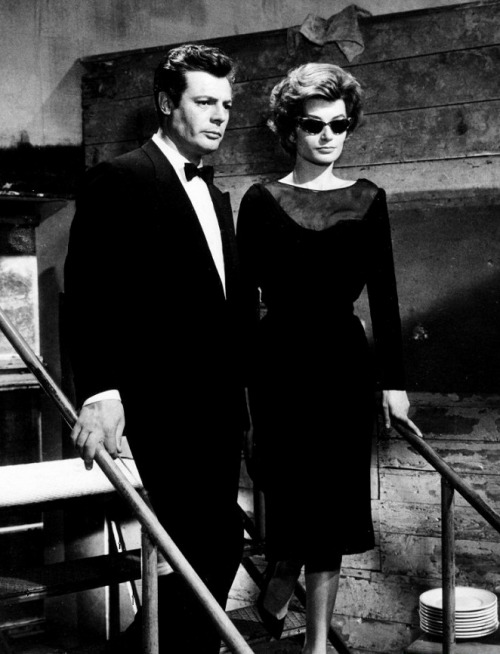
『甘い生活』（1960年）
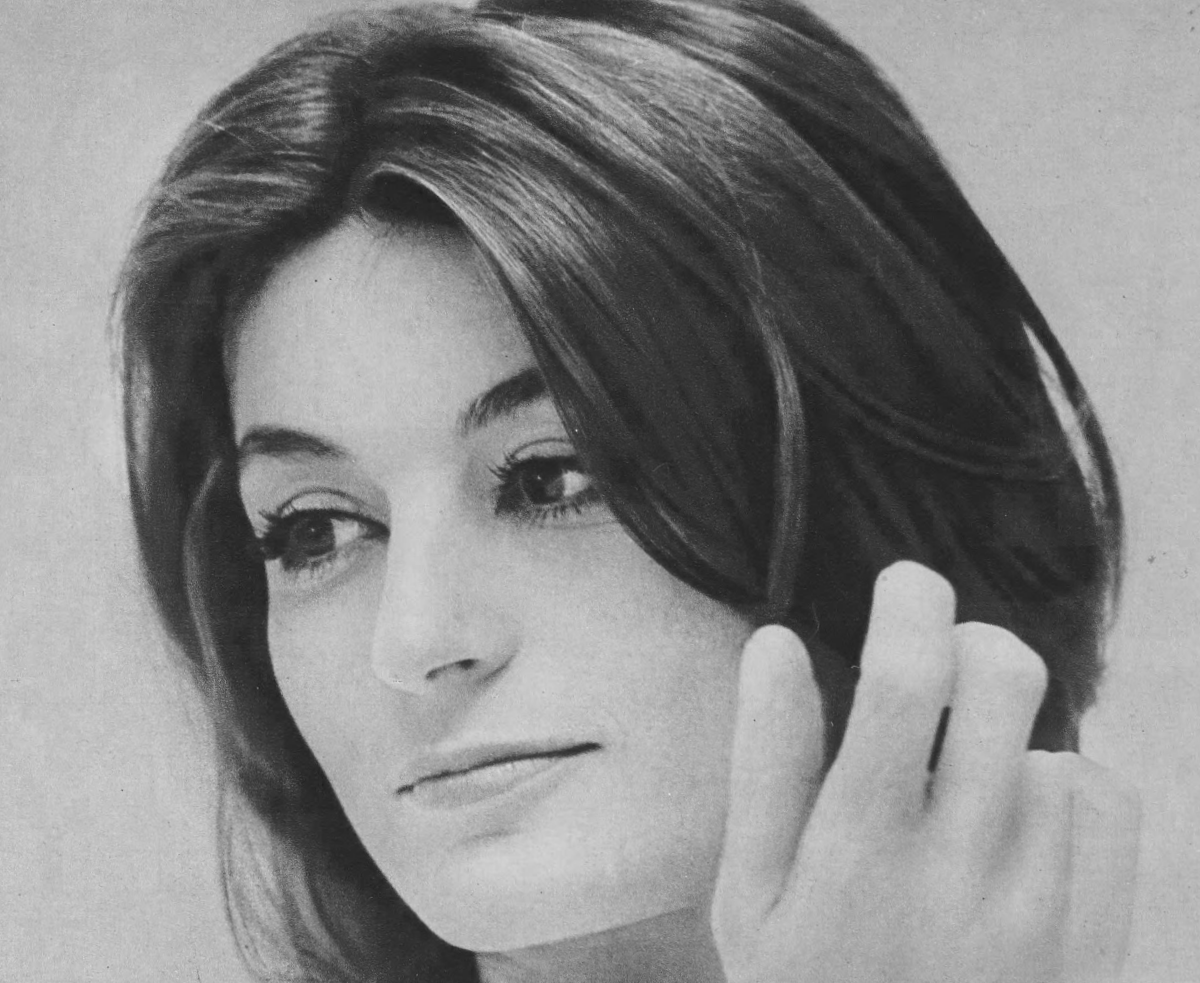
『男と女』（1966年）
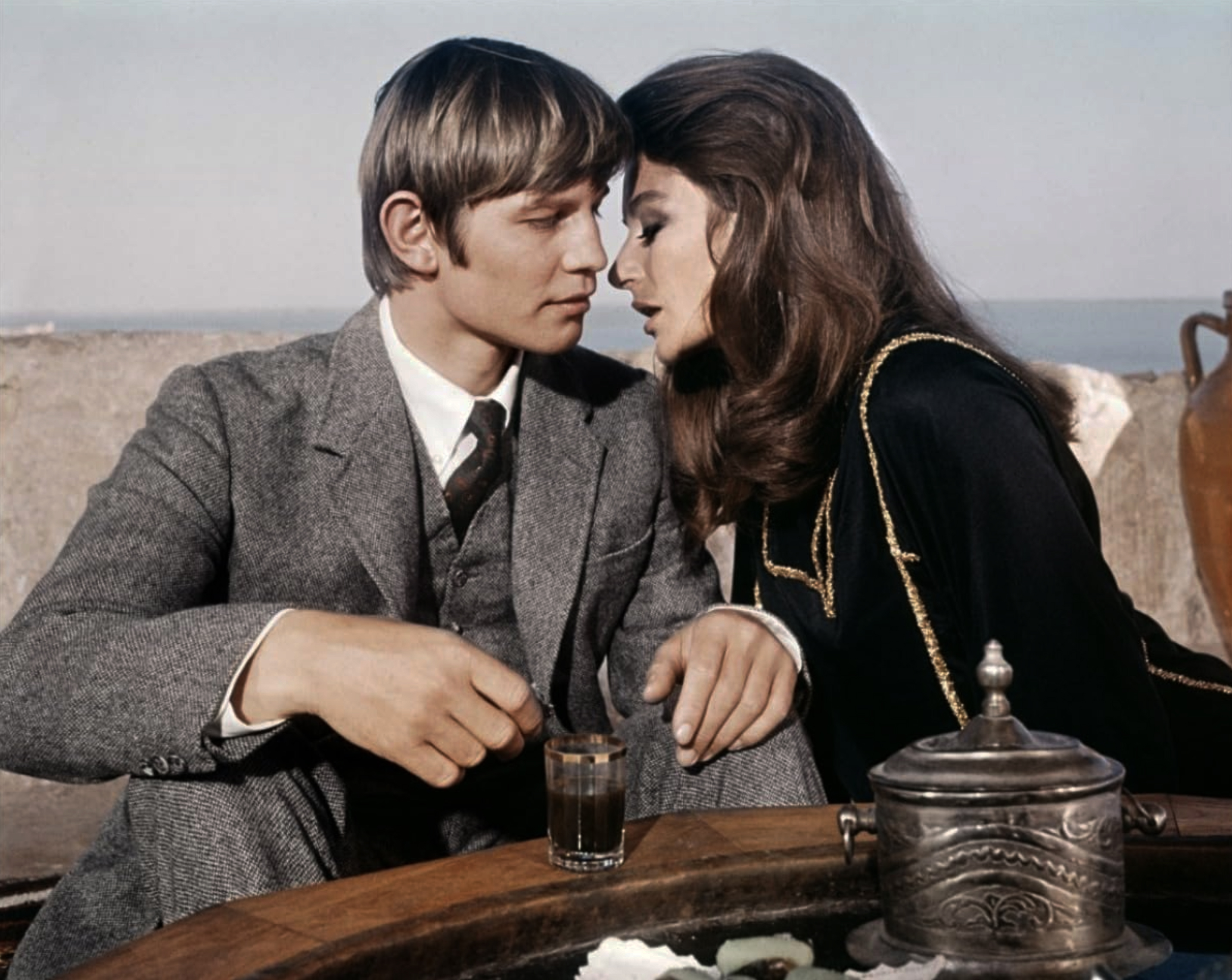
『アレキサンドリア物語』（1969年）

## 主な出演作品
| 公開年 | 邦題 原題                                                                  | 役名                     | 備考                                                                                         |
| ------ | -------------------------------------------------------------------------- | ------------------------ | -------------------------------------------------------------------------------------------- |
| 1947   | 密会 La Maison sous la mer                                                 | アヌーク                 |                                                                                              |
| 1949   | 火の接吻 Les Amants de Vérone                                              | ジョージア               |                                                                                              |
| 1950   | 黄金の竜 Golden Salamander                                                 | アンナ                   |                                                                                              |
| 1952   | 汽車を見送る男 The Man Who Watched Trains Go By                            | ジャンヌ                 |                                                                                              |
| 1953   | 恋ざんげ Le Rideau cramoisi                                                |                          | 中篇映画                                                                                     |
| 1953   | ニーナ Nina                                                                | ニーナ                   |                                                                                              |
| 1957   | 奥様にご用心 Pot-Bouille                                                   | マリー                   |                                                                                              |
| 1958   | モンパルナスの灯 Les Amants de Montparnasse                                | ジャンヌ・エビュテルヌ   |                                                                                              |
| 1959   | 旅 The Journey                                                             | エヴァ                   |                                                                                              |
| 1959   | 今晩おひま? Les Dagueurs                                                   | ジャンヌ                 |                                                                                              |
| 1960   | 甘い生活 La Dolce Vita                                                     | マダレーナ               |                                                                                              |
| 1961   | ローラ Lola                                                                | ローラ/セシル            |                                                                                              |
| 1962   | ソドムとゴモラ Sodome et Gomorrhe                                          | クイーン・ベラ           |                                                                                              |
| 1963   | 史上最大の喜劇 地上最笑の作戦 Il giorno più corto                          |                          |                                                                                              |
| 1963   | 8 1/2 8½                                                                   | ルイーズ・アンセルミ     |                                                                                              |
| 1963   | 太陽は傷だらけ Les Grands Chemins                                          | アンヌ                   |                                                                                              |
| 1966   | 男と女 Un homme et une femme                                               | アンヌ                   | 第24回ゴールデングローブ賞主演女優賞 (ドラマ部門) 受賞 英国アカデミー賞最優秀外国女優賞 受賞 |
| 1968   | イヴ・モンタンの深夜列車 Un soir, un train                                 | アンヌ                   |                                                                                              |
| 1969   | 約束 The Appointment                                                       | カーラ                   |                                                                                              |
| 1969   | アレキサンドリア物語 Justine                                               |                          |                                                                                              |
| 1976   | 愛よもう一度 Si c'était à refaire                                          | サラ・ゴードン           |                                                                                              |
| 1981   | ある愚か者の悲劇 La tragedia di un uomo ridicolo                           | バーバラ                 |                                                                                              |
| 1986   | 男と女II Un Homme et une femme : vingt ans déjà                            | アンヌ                   |                                                                                              |
| 1993   | 小悪魔とキッス Rupture(s)                                                  |                          |                                                                                              |
| 1993   | メランコリー Les Marmottes                                                 | フランソワ               |                                                                                              |
| 1994   | プレタポルテ Prêt-à-Porter                                                 | シモーヌ・ローヴェンタル |                                                                                              |
| 1994   | 百一夜 Les cent et une nuits de Simon Cinéma                               |                          |                                                                                              |
| 1995   | リュミエールの子供たち Les enfants de Lumiere                              |                          |                                                                                              |
| 1995   | 世界で一番好きな人 Dis moi oui…                                            | クレア                   |                                                                                              |
| 1996   | 男と女、嘘つきな関係 Hommes､femmes : Mode d'emploi                         | 未亡人                   |                                                                                              |
| 1998   | GO! GO! L.A. L.A. without a map                                            | 本人役                   | クレジットなし                                                                               |
| 2001   | カンヌ 愛と欲望の都 Festival in cannes                                     | ミリー・マルカン         |                                                                                              |
| 2003   | フレンチなしあわせのみつけ方 Ils se marièrent et eurent beaucoup d'enfants | ヴァンサンの母親         |                                                                                              |
| 2019   | 男と女 人生最良の日々 Les Plus Belles Années d'une vie                     | アンヌ                   |                                                                                              |